# Bob ai X Giochi olimpici invernali
Ai X Giochi olimpici invernali svoltisi nel 1968 a Grenoble (Francia) vennero assegnate due medaglie, bob a 2 e bob a 4 maschili e le gare si svolsero all'Alpe d'Huez.
La gara di bob a due terminò con un ex aequo, ma il regolamento assegnò la vittoria al bob italiano.
Nella gara del bob a quattro furono disputate solo la 1ª e la 2ª manche (problemi di tenuta della pista).

## Calendario
| Uomini | Bob a due |  |  | Bob a due |  |  |  |  | Bob a quattro | Bob a quattro |   |
| Finali |           |  |  | 1         |  |  |  |  |               | 1             | 2 |

## Atleti iscritti
| America (16)                                      | America (16)                                  | America (16)                             |
| ------------------------------------------------- | --------------------------------------------- | ---------------------------------------- |
| - Canada (6)                                      | - Stati Uniti (10)                            |                                          |
| Europa (74)                                       |                                               |                                          |
| - Austria (9) - Francia (10) - Germania Ovest (8) | - Italia (10) - Regno Unito (8) - Romania (5) | - Spagna (9) - Svezia (6) - Svizzera (9) |

## Podi

### Uomini
| Evento                   | Oro                                                                      | Tempo   | Argento                                                              | Tempo   | Bronzo                                                        | Tempo   |
| Bob a due (dettagli)     | Italia I Eugenio Monti Luciano De Paolis                                 | 4:41.54 | Germania Ovest I Horst Floth Pepi Bader                              | 4:41.54 | Romania I Ion Panțuru Nicolae Neagoe                          | 4:44.46 |
| Bob a quattro (dettagli) | Italia I Eugenio Monti Luciano De Paolis Roberto Zandonella Mario Armano | 2:17.39 | Austria I Erwin Thaler Reinhold Durnthaler Herbert Gruber Josef Eder | 2:17.48 | Svizzera I Jean Wicki Hans Candrian Willi Hofmann Walter Graf | 2:18.04 |

## Medagliere
| Posizione | Paese          |   |   |   | Totale |
| --------- | -------------- | - | - | - | ------ |
| 1         | Italia         | 2 | 0 | 0 | 2      |
| 2         | Austria        | 0 | 1 | 0 | 1      |
| 2         | Germania Ovest | 0 | 1 | 0 | 1      |
| 4         | Romania        | 0 | 0 | 1 | 1      |
| 4         | Svizzera       | 0 | 0 | 1 | 1      |
| Totale    | Totale         | 2 | 2 | 2 | 6      |